# Nativismus
Nativismus je názor, podle kterého určité pojmy a představy člověka jsou vrozené. Naproti tomu vzniklo empirické paradigma, které vyjádřil John Locke, kdy tvrdil, že člověk je deska nepopsaná – „tabula rasa“, do které teprve sociální a edukační prostředí vrývá své řádky. „Nativismus versus empirismus“ je jedna z nejstarších diskuzí psychologie a v určitých dimenzích přetrvává dodnes.